# Carlos Menem
Carlos Saúl Menem (2. července 1930 Anillaco, La Rioja – 14. února 2021 Buenos Aires) byl argentinský politik syrsko-arménského původu. V letech 1989–1999 byl prezidentem Argentiny. Původní profesí byl právník. Ve třech volebních obdobích byl guvernérem rodné provincie La Rioja (1973–1976, 1983–1989). Byl představitelem perónistické Justicialistické strany.

## Prezidentské období
Připisují se mu úspěchy především v ekonomické oblasti, když jeho vláda dokázala zkrotit hyperinflaci a vyvedla zemi z recese. Argentinské peso (k němuž se Argentina vrátila po pádu australu) navázal na americký dolar, což účinně zapůsobilo proti inflaci, avšak v druhé polovině 90. let, kdy kurz dolaru začal růst, přineslo Argentině i ekonomické potíže, které vyvrcholily v letech 1999–2002 obrovskou ekonomickou krizí.
Byl jedním z otců sdružení volného obchodu Mercosur, založeného roku 1991.
V diplomatické oblasti se mu podařilo narovnat vztahy s Velkou Británii, narušené od dob války o Falklandy, a vyřešit územní spory s Chile.
Kritiku vyvolala jeho amnestie pro představitele diktatury z let 1976–83.
Roku 2013 byl Carlos Menem odsouzen na 7 let vězení za ilegální prodej zbraní Chorvatsku a Ekvádoru.

### Reference

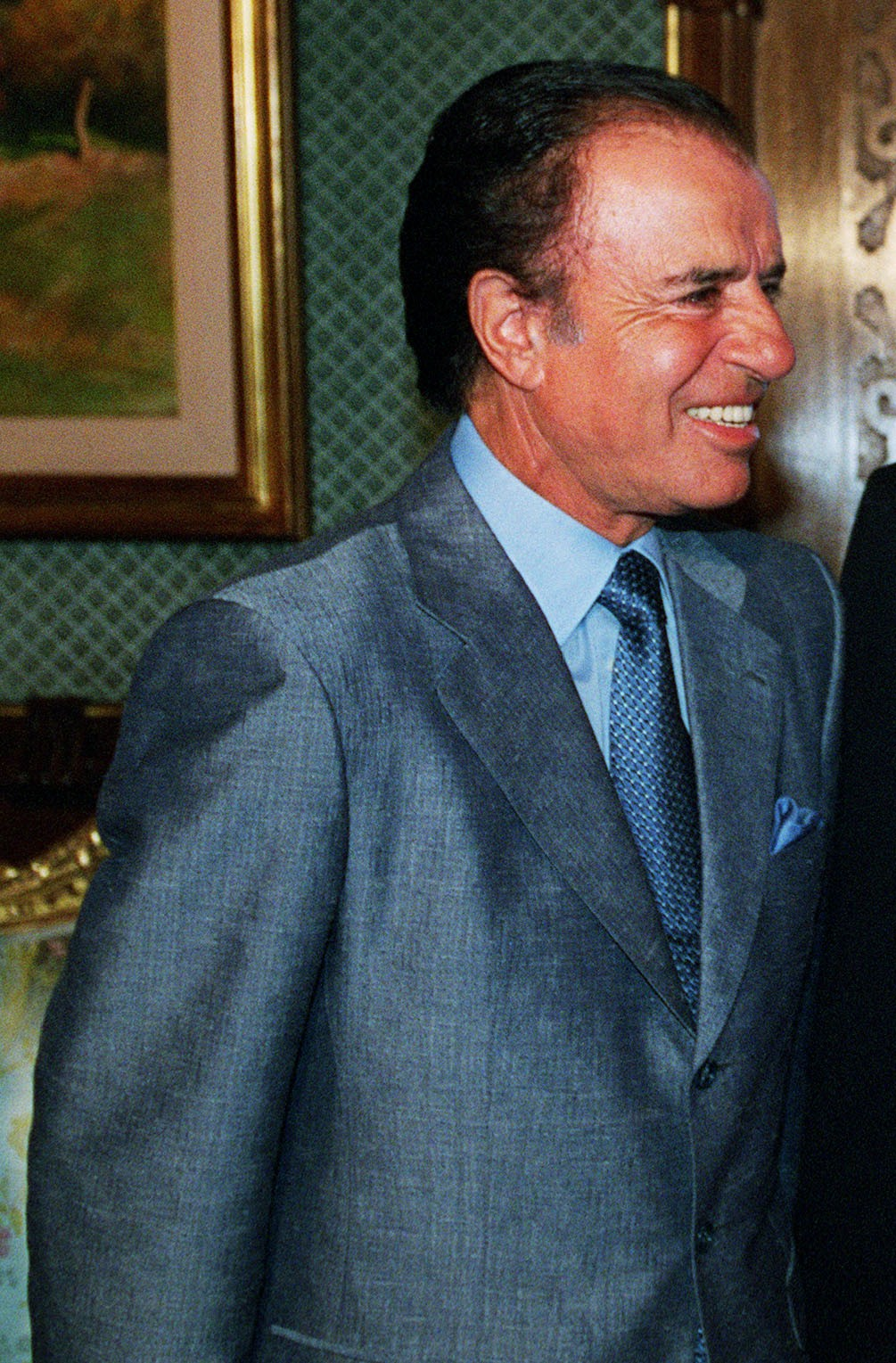
Carlos Menem (1999)

## Vyznamenání
- Řád říšské koruny – Malajsie, 1991[6]
- velkokříž s řetězem Řádu zásluh o Italskou republiku – Itálie, 5. října 1992[7]
- velkokříž s řetězem Řádu Manuela Amadora Guerrera – Panama, 1994
- velkokříž s řetězem Řádu Isabely Katolické – Španělsko, 25. února 1994 – udělil král Juan Carlos I.[8]
- Medaile Uruguayské východní republiky – Uruguay, 11. října 1994[9]
- velkokříž Řádu za zásluhy Polské republiky – Polsko, 1995
- velkokříž Řádu dobré naděje – Jihoafrická republika, 1995[10]
- Velký řád krále Tomislava – Chorvatsko, 5. ledna 1995 – udělil prezident Franjo Tuđman za velmi vysoké zásluhy při podpoře přátelství a rozvoji plodné politické, kulturní a hospodářské spolupráce mezi Chorvatskem a Argentinou a při prosazování míru, demokracie, stability a mezinárodní spolupráce ve světě na základě zásad Charty OSN a ustanovení mezinárodního práva[11]
- velkokříž Řádu Vitolda Velikého – Litva, 7. března 1996[12]
- čestný rytíř velkokříže Řádu svatého Michala a svatého Jiří – Spojené království, 1998[13]
- řetěz Řádu Nilu – Egypt
- velkokříž Řádu bílé růže – Finsko
- čestný člen Řádu Jamajky – Jamajka[14]